# 长滩 (南沙群岛)
长滩位于中国南沙群岛道明群礁东北部，是一条包括蒙自礁在内的呈东北－西南走向的长条形浅滩。长约32公里，宽约6公里，等深线30米以上面积约170平方公里。1983年中国地名委员会公布的标准名称为“长滩”。